# 毕家岗街道
毕家岗街道，是中华人民共和国安徽省淮南市八公山区下辖的一个乡镇级行政单位。

## 行政区划
毕家岗街道下辖以下地区：
上游社区、新建社区、矿南社区和黄山社区。